# La Viña (Anzaldo)
La Viña ist eine Ortschaft im Departamento Cochabamba im südamerikanischen Andenstaat Bolivien.

## Lage im Nahraum
La Viña liegt in der Provinz Esteban Arce und ist zentraler Ort des Cantón La Viña im Municipio Anzaldo. Die Ortschaft liegt auf einer Höhe von 2037 m am westlichen Rand der Talaue des Río Jaya Mayu direkt vor dessen Mündung in den Río Caine. Zu La Viña gehört die Bildungseinrichtung „Unidad Educativa La Viña“ am Westrand der Ortschaft.

## Geographie
La Viña liegt im Übergangsbereich zwischen der Anden-Gebirgskette der Cordillera Central und dem bolivianischen Tiefland.
Die Durchschnittstemperatur der Region liegt bei gut 17 °C (siehe Klimadiagramm Poroma) und schwankt im Jahresverlauf zwischen knapp 14 °C im Juli und 19 °C von November bis Januar. Der Jahresniederschlag beträgt gut 600 mm, wobei die monatlichen Niederschläge in der halbjährigen Trockenzeit von April bis Oktober bei unter 30 mm liegen, während im Südsommer von Dezember bis Februar Monatswerte zwischen 120 und 150 mm erreicht werden.

## Verkehrsnetz
La Viña liegt in einer Entfernung von 110 Straßenkilometern südöstlich von Cochabamba, der Hauptstadt des gleichnamigen Departamentos.
Von Cochabamba aus führt die asphaltierte Nationalstraße Ruta 7 in südöstlicher Richtung 18 Kilometer bis zum Staudamm von La Angostura, von dort eine Landstraße weitere 18 Kilometer nach Süden bis Tarata. Von dort aus sind es 28 Kilometer Landstraße in südöstlicher Richtung bis Anzaldo. Von Anzaldo aus folgt man der alten Landstraße Richtung Süden und erreicht über Alfamayu und Caranota die Ortschaft Thaya Paya nach 35 Kilometern mit einem Abzweig in das einen Kilometer entfernte La Viña oder man folgt der neuen Ruta 4305 fünf Kilometer nach Westen und dann der Ruta 4306 31 Kilometer nach Süden.

## Bevölkerung
Die Einwohnerzahl der Ortschaft ist in dem Jahrzehnt zwischen den beiden letzten Volkszählungen um ein Sechstel angestiegen:
| Jahr | Einwohner         | Quelle       |
| ---- | ----------------- | ------------ |
| 1992 | keine Detaildaten | Volkszählung |
| 2001 | 97                | Volkszählung |
| 2013 | 111               | Volkszählung |
| 2024 |                   | Volkszählung |

Die Region weist einen hohen Anteil an Quechua-Bevölkerung auf, im Municipio Anzaldo sprechen 99,2 Prozent der Bevölkerung Quechua.